# ワールド・ピース・イズ・ノン・オブ・ユア・ビジネス〜世界平和など貴様の知ったことじゃない
『ワールド・ピース・イズ・ノン・オブ・ユア・ビジネス〜世界平和など貴様の知ったことじゃない』（原題：World Peace Is None of Your Business）は、モリッシーが2014年に発表した10作目のスタジオ・アルバム。『イヤーズ・オブ・リフューザル』（2009年）以来の新作スタジオ・アルバムである。モリッシーは2014年にキャピトル・ミュージック・グループとアルバム2枚分の契約を結び、系列会社のハーヴェスト・レコードから発売されたが、モリッシーはリリースの3週間後にハーヴェストとの契約を解除されている。

## レコーディング
アラニス・モリセットやザ・ストロークス等の作品を手掛けたジョー・チッカレリをプロデューサーに起用して、2014年2月1日よりスタジオに入った。
「イスタンブール」では、モリッシーがイスタンブールの路地の慌ただしく混沌とした雰囲気をイメージしていたため、ジェシー・トバイアスが実際にイスタンブールでフィールド・レコーディングした声がサンプリングされている。「闘牛士の死」は動物の権利を題材とした曲で、モリッシー自身はPETAのインタビューにおいて「辛辣でアップビートなポップ・ソング」と説明しており、チッカレリによれば、この曲ではオーヴァーダブは1度か2度しか行われていないという。「マウントジョイ」は、アイルランドの作家ブレンダン・ビーアンが収監されていたマウントジョイ刑務所についての曲で、チッカリニによれば、監獄のようなサウンドを得るためにドラムはプログラミングを使用したという。「オーボエ協奏曲」では、実際にはオーボエでなくボズ・ブーラーによるクラリネットのソロが収録された。
「地球は最も孤独な惑星」と「花嫁を蹴っ飛ばせ」にはクリスティーン・ヤングが参加した。しかし、レコーディング後にヤングがモリッシーのアメリカ・ツアーでオープニングアクトを務めた際、途中でモリッシーの体調不良により残りの公演がキャンセルとなる。そして、モリッシー側はヤングから風邪をうつされたと主張し、一方ヤングは自分の症状を「風邪ではなくアレルギー」と主張。更に、過去にモリッシーやヤングの作品をプロデュースしたトニー・ヴィスコンティもヤングを擁護し、それに対して、ジェシー・トバイアスはヤングとヴィスコンティを批判する声明を出した。

## リリース
5月13日にはタイトル曲が第1弾シングルとしてリリースされ、同作のスポークン・ワードを収録したビデオにはナンシー・シナトラが出演した。翌週の5月20日には「イスタンブール」のストリーミングが開始される。6月3日にリリースされた第3弾シングル「地球は最も孤独な惑星」のスポークン・ワードを収録したビデオにはパメラ・アンダーソンがゲスト参加し、同月には「闘牛士の死」のスポークン・ワードのビデオも公開された。7月7日には、これら4曲を収録した10インチEPも限定発売された。また、「花嫁を蹴っ飛ばせ」はアルバム発表前の6月にボストン公演で披露されている。
続いて本作がリリースされ、12曲入りの通常盤に加えて、6曲入りのボーナス・ディスクが付属したデラックス・エディション盤も発売されている。

## 反響・評価
母国イギリスでは2014年7月26日付の全英アルバムチャートで初登場2位となり、7週チャート圏内に入る。デンマークのアルバム・チャートでも初登場2位となり、同国では5週連続でトップ40入りした。アメリカでは総合アルバム・チャートのBillboard 200で14位に達し、『ビルボード』のインディペンデント・アルバム・チャートでは1位、モダン・ロック／オルタナティヴ・アルバム・チャート及びロック・アルバム・チャートでは3位、デジタル・アルバム・チャートでは23位を記録。
日本のオリコンチャートでは74位止まりだったものの、「サウスポー・グラマー」以来19年ぶりにチャートのTOP100入りを記録した。
Stephen Thomas Erlewineはオールミュージックにおいて5点満点中3.5点を付け「結果的には『ユー・アー・ザ・クワーリー』や『イヤーズ・オブ・リフューザル』ほど力強くなく、首尾一貫しているわけでもないが、そのとっ散らかった感じが魅力でもある」と評している。

## 契約解除
2014年8月、モリッシー公認のファン・サイト「True To You」によって、ハーヴェストはモリッシーの次作を出す意思がないことや、本作の原盤権はモリッシー自身が所有しており、既に新しいレーベルを探していることが明かされた。その頃、iTunesやSpotifyで本作が除去され、Amazon.comでもCDやアナログ盤は引き続き販売されたものの、やはりデジタル版は除去された。また、本作からのシングル曲のスポークン・ワード・ビデオもYouTubeやVEVOから除去された。
モリッシー自身は「True To You」を通じて、「イスタンブール」がラジオで好調だったにもかかわらず、ハーヴェストがスポークン・ワードのビデオにこだわり、正式なミュージック・ビデオを拒んだことを批判した。また、一連のスポークン・ワードのビデオについて「『ワールド・ピース・イズ・ノン・オブ・ユア・ビジネス〜世界平和など貴様の知ったことじゃない』の意図や内容を伝えていない」「あのビデオ自体はOKだけど、彼ら（ハーヴェスト）は、その先に進まず停滞していた」とコメントしている。

## 収録曲
特記なき楽曲はモリッシーとボズ・ブーラーの共作。
1. 世界平和など貴様の知ったことじゃない "World Peace Is None of Your Business" – 4:30
2. ニール・キャサディがぶっ倒れる "Neal Cassady Drops Dead" (Morrissey, Gustavo Manzur) – 4:06
3. 俺は男なんかじゃない "I'm Not a Man" (Morrissey, Jesse Tobias) – 7:47
4. イスタンブール "Istanbul" – 4:40
5. 地球は最も孤独な惑星 "Earth Is the Loneliest Planet" (Morrissey, G. Manzur) – 3:39
6. 大学の階段から "Staircase at the University" – 5:25
7. 闘牛士の死 "The Bullfighter Dies" (Morrissey, J. Tobias) – 2:02
8. キスしてほしい "Kiss Me a Lot" (Morrissey, J. Tobias) – 4:04
9. ナイフを持った笑顔 "Smiler with Knife" (Morrissey, J. Tobias) – 5:15
10. 花嫁を蹴っ飛ばせ "Kick the Bride Down the Aisle" (Morrissey, J. Tobias) – 5:17
11. マウントジョイ "Mountjoy" – 5:01
12. オーボエ協奏曲 "Oboe Concerto" – 4:05

### デラックス・エディション盤ボーナス・ディスク
1. スカンジナビア "Scandinavia" – 3:34
2. 我らの "One of Our Own" (Morrissey, G. Manzur) – 3:33
3. 川底をさらう "Drag the River" – 4:41
4. 赦し "Forgive Someone" (Morrissey, J. Tobias) – 3:10
5. ジュリーの苦境 "Julie in the Weeds" – 4:00
6. アート狂 "Art-Hounds" – 5:06

## 参加ミュージシャン
- モリッシー - ボーカル
- ボズ・ブーラー - ギター、Qコード、クラリネット、サクソフォーン
- ジェシー・トバイアス - ギター
- グスタヴォ・マンズール - ピアノ、オルガン、シンセサイザー、トランペット、アコーディオン、フラメンコギター、ディジュリドゥ、Qコード、バッキング・ボーカル
- ソロモン・ウォーカー - ベース
- マット・ウォーカー - ドラムス、チューブラーベル、パーカッション
- Christophe Minck - ハープ(#4, #5, #10)
- クリスティーン・ヤング（英語版） - バッキング・ボーカル(#5, #10)
- Rex Jameson - スポークン・ワード(#12)